# Solaster haliplous
Solaster haliplous är en sjöstjärneart som beskrevs av Alexander Michailovitsch Djakonov 1958. Solaster haliplous ingår i släktet Solaster och familjen solsjöstjärnor. Inga underarter finns listade i Catalogue of Life.